# Nairi
Das Land Nairi (armenisch Նայիրի, KUR.KUR Na-i-ri, KUR.KUR Na-'i-ru) lag vermutlich in der osttürkischen Provinz Van und wohl auch teilweise in der Nachbarprovinz Hakkâri. Es war in der mittleren Eisenzeit von einer Koalition von Königreichen/Stämmen bewohnt, die durchaus ethnisch und kulturell nicht einheitlich gewesen sein müssen. Erwähnt wurden die Nairi-Länder zum ersten Mal in assyrischen Quellen im 13. Jahrhundert v. Chr. Eine Tontafel aus Assur belegt, dass in mittelassyrischer Zeit Pferde aus Nairi nach Assyrien gebracht wurden.

## Entstehung
Die Theorie eines hurritischen Ursprungs von Nairi und Urartu geht auf Albrecht Götze zurück, der annahm, dass das Reich von Urartu aus einem Zusammenschluss der verschiedenen Nairi-Reiche zurückgeht. Nach Benedict (1960) gibt es jedoch keinerlei Belege für eine hurritische Präsenz im Gebiet des Vansees. Die Gleichsetzung von Nairi mit Naharija ist abzulehnen. Es wird gewöhnlich angenommen, dass die Könige der assyrischen Inschriften keine erblichen Herrscher, sondern Stammeshäuptlinge waren, die sich erst unter assyrischem Druck enger zusammenschlossen.

## Territorium
Das Territorium von Nairi erstreckte sich zwischen dem Tur Abdin und dem südwestlichen Ufer des Van-Sees, „jenseits der unpassierbaren Berge“. Assyrische Quellen erwähnen A.AB.BA ša KUR Na-i-ri, „das Meer des Landes Nairi“, den Van- oder Urmiasee.
Uruartri lag vermutlich nördlich und östlich des Vansees.

## Geschichte
Die Assyrer unternahmen einige Feldzüge gegen die Nairi. Anfangs, so unter Tukulti-Ninurta I., kämpften sie gegen mehrere lokale Nairifürsten. Nachdem Tukulti-Ninurta I. (regierte ca. 1233–1197 v. Chr.) Kudmuhi (zwischen dem Berg Kašiari und Alše) erobert hatte, das zur Zeit Salmanassars das assyrische Joch abgeschüttelt hatte, floh der König des angrenzenden Alše vor den assyrischen Truppen nach Nairi und von dort weiter in ein „unbekanntes Land“, also, nach den damaligen assyrischen geographischen Vorstellungen zu den Grenzen des Erdkreises. Tiglat-pileser I. (um 1114 v. Chr.) rühmt sich auf der Inschrift Tigris II dreier Feldzüge gegen Nairi und berichtet, 23 Könige der Nairi unterworfen zu haben. Später scheinen sich die Nairi zu einer Konföderation zusammengeschlossen zu haben. Assyrische Quellen nennen Urartu als eines der Nairifürstentümer. In der Folge wird Urartu als Regionalmacht die Konföderation ablösen.
Salmanassar I. nennt acht Könige, Tukulti-Ninurta I. 23 Könige und Tiglat-Pileser I. 60 Könige. Sevin interpretiert dies als Beleg für vermutlich nomadische Einzelstämme ohne eine zentrale Herrschaft, die ihren archäologischen Niederschlag in den Nekropolen wie Karagündüz, Dilkaya und Ernis fanden.
Tiglat-pileser I. (I, 236) berichtet, wie er gegen die Länder von Nairi ins Feld zog, „die am Ufer der Oberen See Vansee liegen und noch nie unterworfen worden waren.“ Danach zählt er die Herrscher auf, denen er entgegenstand, die 23 Herrscher von Nairi, die ihre Streitwagen zusammengezogen hatten:
- Der König von (KUR)tum4-me
- Der König von Tunube
- Der König Tuali
- Der König von Kindari
- Der König von Uzula
- Der König von Unzamuni
- Der König von Andiabe
- Der König von Pilakinni
- Der König von Aturgini
- Der König von Kulibarzini
- Der König von Šinibirni
- Der König von Himua
- Der König von Paiteri
- Der König von Uiram
- Der König von Šururia
- Der König von Albaia
- Der König von Ugina
- Der König von Nazabia
- Der König von Abarsiuni
- Der König von Daiaeni
- andere

In einer Inschrift in Yoncalı, am westlichen Ende der Ebene von Bulanık-Malazgirt, feiert er seine Siege über die 23 Könige der Nairi-Länder. Die Inschrift nennt ihn den Eroberer der Nairi-Länder, von Tumme nach Daiaeni. Charles Burney nimmt an, dass die Schlacht unweit von der Inschrift, also in der Malazgirt-Ebene stattfand. Ob Yoncalı in Tumme oder Daiaeni lag, ist umstritten. Danach verfolgte Tiglath-Pileser den geschlagenen Feind zum Oberen Meer, vermutlich den Vansee.
Er rühmt sich, alle Könige der Nairi gefangen genommen zu haben. Sieni, König der Daiaeni, „der sich Aššur nicht unterwarf“, brachte er gefangen und gebunden nach Aššur, zeigte ihm aber Gnade und ließ ihn wieder frei. „Das ganze weitläufige Land Nairi unterwarf ich, seine Könige trat ich mit Füßen“. Die ungewöhnliche Milde gegenüber Sieni lässt freilich vermuten, dass dies nicht völlig den Tatsachen entsprach.
Adad-nirari II. berichtet auf einer Gründungsplatte aus Niniveh (BM 12104) von seinen Siegen gegen Urartri. Danach war er mit der Hilfe seines Herren Aššur vom anderen Ufer des unteren Zab nach Lulume, Habhi, Zamua, und bis zum Anfang des Landes Namri gezogen und hatte das weite Qumani bis nach Mehri, Salua und Urarti unterworfen. Die Angaben sind so unspezifisch, dass Urarti hier vielleicht eher eine Metapher für „weit entfernte Länder“ darstellt.
Aššur-nâṣir-apli II. lud zur Einweihung von Kalhu, wie auf der Bankett-Stele beschrieben, die Abgesandten von Sidon, Tyros, Muṣaṣir, Kumme, Gurgum, Gilzanu und Melidu ein. Die Könige von Nairi fehlen auf der Liste, vermutlich waren sie zu unbedeutend oder barbarisch, um eingeladen zu werden.
Salmanasser III. kennt ebenfalls Tumme, Daiani und Tunube.